# 南阁牌楼群
南阁牌楼群位于浙江温州乐清市仙溪镇南阁村，是明代时期为显示当地章氏家族几代人的功名与地位而立。2001年，南阁牌楼群被中国国务院列为第五批全国重点文物保护单位。
现存有牌楼五座，均为木石结构，基座高50～80厘米，立于拼成图案的鹅卵石路面上，2根主柱为圆角方形石柱，4根边柱为圆形木柱，上有龙吻饰，顶部的大红匾额中为斗大的金字楷书，牌楼全高8米左右。
- 『会魁』牌楼，建于明正统四年（公元1439年）
- 『方伯』牌楼，建于明成化元年（公元1465年）
- 『尚书』牌楼，建于明弘治初年（公元1488年～1493年）
- 『恩光』牌楼，建于明正德年间（公元1506年～1521年）
- 『世进士』牌楼，建于明嘉靖二十三年（公元1544年）